# Vallone dei Mulini
Das Vallone dei Mulini oder Valle dei Mulini (Tal der Mühlen) ist ein Tal mit historischen Bauten in der italienischen Stadt Sorrent.

## Geschichte
Das Tal hat sich vor ungefähr 37.000 Jahren nach einer Eruption der Phlegräischen Felder gebildet, bei denen Wasser in eine Tuff-Ebene floss. Der Name des Tals leitet sich von den Mühlen ab, die ab dem Mittelalter dort erbaut wurden. Bereits im 10. Jahrhundert ist eine Getreidemühle im Tal nachweisbar. Die Mühlen wurden in den 1940er Jahren offiziell geschlossen und verlassen.

## Geografie
Das Tal liegt auf dem Stadtgebiet von Sorrent. Zwei Wasserläufe fließen hindurch, der Casarlano-Cesarano und der Sant’Antonio. Dadurch ist die Luftfeuchtigkeit im Tal sehr hoch.

## Besonderheiten
Das Tal gilt als eine der Besonderheiten der Halbinsel von Sorrent und ist bekannt für seine Pflanzenvielfalt und seltenen Pflanzen, darunter ein Farn. Mögliche Gründe dafür sind die hohe Luftfeuchtigkeit im Tal, fast keine Luftzirkulation, Sonneneinstrahlung und Tuff-Gestein.

## Galerie

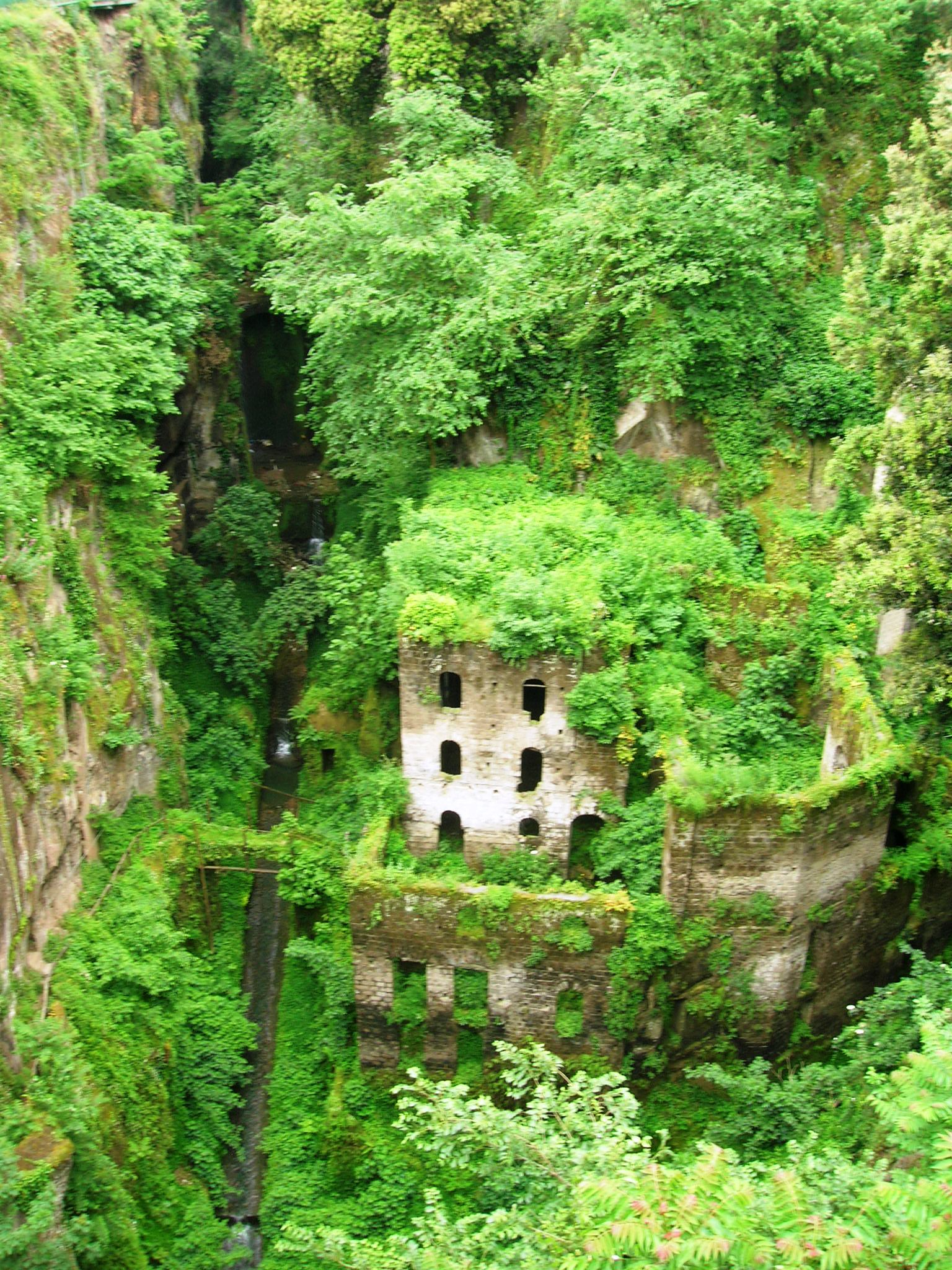
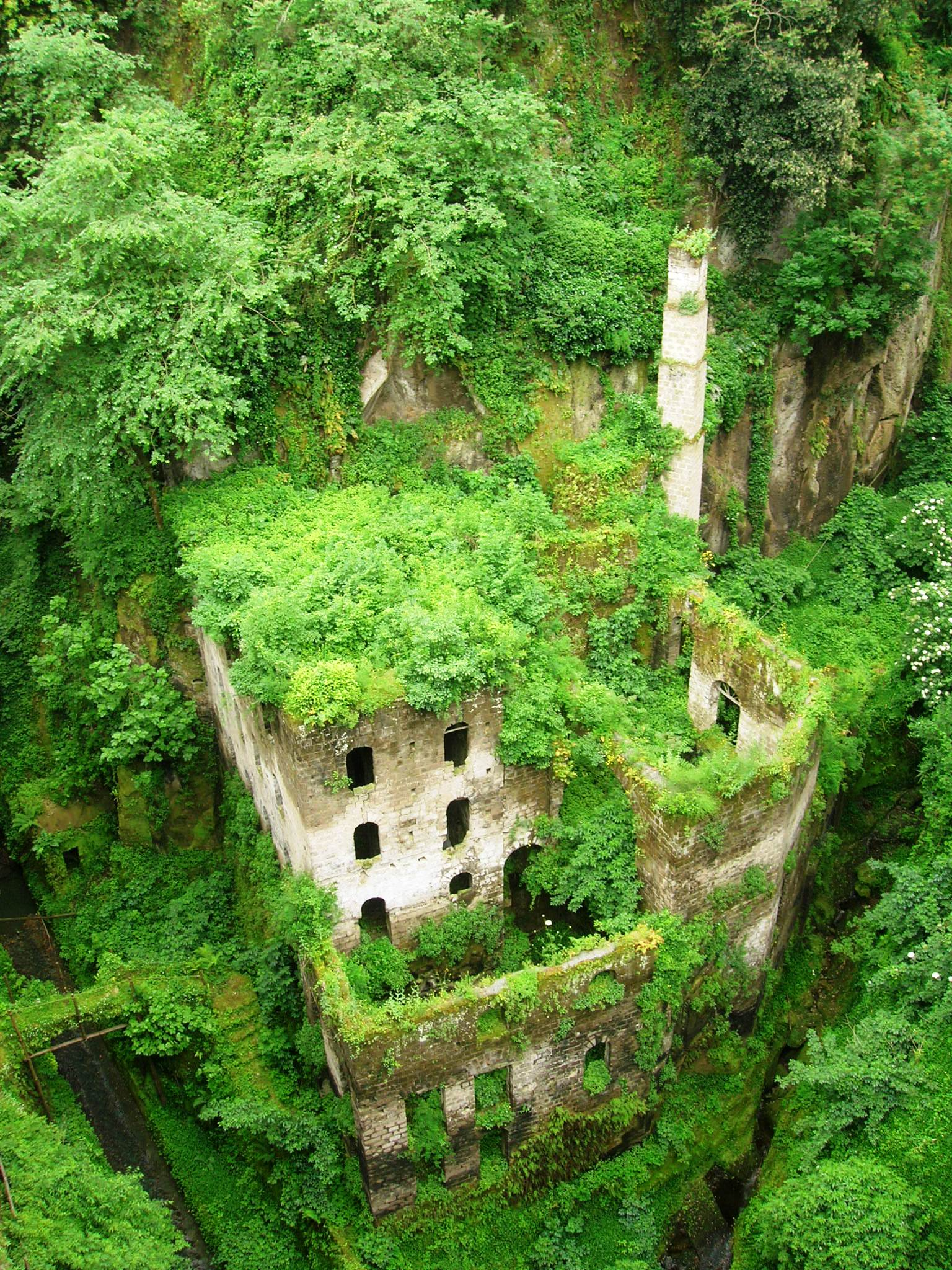